# Mega Man Zero Collection
Mega Man Zero Collection (Rockman Zero Collection (ロックマンゼロ COLLECTION) au Japon) est une compilation de jeu d'action-plates-formes développé par Inti Creates édité par Capcom en juin 2010 sur Nintendo DS. Elle regroupe les quatre jeux de la série dérivée Mega Man Zero sortie sur Game Boy Advance,,,,.

## Jeux
Mega Man Zero Collection est une compilation des quatre jeux d'action-plates-formes de la série dérivée Mega Man Zero sortis sur Game Boy Advance de 2002 à 2005.
- Mega Man Zero (2002)
- Mega Man Zero 2 (2003)
- Mega Man Zero 3 (2004)
- Mega Man Zero 4 (2005)